# Рустави (ансамбль)
Ансамбль «Рустави» (груз. ანსამბლი რუსთავი) — государственный академический ансамбль народной песни и танца Грузии.
Государственный академический ансамбль песни и танца «Рустави», созданный в 1968 году, является лидирующим вокальным коллективом Грузии с момента своего основания. У его истоков стоял Анзор Эркомаишвили (1940—2021) — выдающийся профессионал в области народной музыки, певец и фольклорист.
Коллектив гастролирует не только в своей стране, но и дает концерты, концертные туры за рубежом. Каждый певец ансамбля владеет искусством грузинского многоголосия и как солист, и как участник хора. Для этого в ансамбле многие годы существует профессиональная команда мастеров вокальной импровизации. В «Рустави» поют представители разных регионов Грузии. Именно потому в репертуар ансамбля включены мелодии этих краев, с уникальным, характерным только для них звучанием. Естественно, что таким образом каждый участник коллектива придает музыкальной палитре «Рустави» свою неповторимую краску, обогащая представление о древней культуре Грузии. В репертуаре включены как древнейшие народные песни, так и церковные песнопения.
В репертуаре ансамбля есть много традиционных грузинских танцев, а также танцев народностей, населяющих страну за Кавказским хребтом. Ансамбль «Рустави» виртуозно исполняет свадебные и военные танцы, лирические, обрядовые, и зажигательные сольные номера, хореография которых отточена профессионалами высочайшего уровня. Нельзя не сказать о прекрасных костюмах, традиционных для Грузии цветов — черные, красные и золотистые — они в сочетании с ритмичным аккомпанементом барабанов и народных инструментов создают удивительное по динамике живописно-музыкальное полотно.
Это древнее искусство в оправе современной подачи, не оставляет равнодушной публику на всех континентах, где выступал «Рустави». Легендарные мужские танцы на кончиках пальцев и женское скольжение, больше похожее на полет, — это фирменный стиль знаменитого грузинского ансамбля. Стиль, который зачаровывает зрителей самых престижных залов мира.
«Рустави» побывал в более, чем 80 странах мира (в некоторых странах несколько раз), дал свыше 5000 концертов — всюду с оглушительным успехом у публики и у критики. Королевский Алберт Холл в Лондоне, Королевский Фестивал Холл, парижская «Олимпия», древний Олимпийский стадион в Греции, Карнеги Холл, амстердамский Концертгебау, многие другие в известных залах мира рукоплескали певцам и танцорам ансамбля. В 2005 году ЮНЕСКО на свой 60-летний юбилей в Токио пригласил только ансамбль «Рустави», чтобы провести концерт.
Коллектив исполняет и записал более 800 песен, выпустив несколько десятков CD. А художественный руководитель Анзор Эркомаишвили (которого назвали человеком века) выпустил несколько книг, где представлена история легендарного ансамбля в оригиральной форме. Генетически связанный с родной землей, культурой, этот ансамбль продолжает славные традиции многовековой культуры своего народа.